# Frank Berzbach
Frank Berzbach (* 1971 in Nümbrecht) ist ein deutscher Autor und Kulturwissenschaftler. Publikationsschwerpunkte sind Kreativität, Alltagsästhetik, Arbeitspsychologie, Lebenskunstphilosophie, Religion und Popkultur. Er lebt in Köln und Hamburg (St. Pauli).

## Leben und Werk
Frank Berzbach ist im Oberbergischen Kreis (NRW) aufgewachsen. Nach einem Realschulabschluss absolvierte er eine Ausbildung zum Technischen Zeichner und nach dem technischen Fachabitur absolvierte er seinen Zivildienst in einer psychiatrischen Einrichtung des Theodor Fliedner Werkes. Er absolvierte daraufhin ein Studium der Pädagogik, Philosophie, Literaturwissenschaft und Psychologie in Köln, Bonn und an der Goethe-Universität Frankfurt am Main.
Nach der Promotion arbeitete er in der Bildungsforschung an verschiedenen Universitäten und war langjähriger Chefredakteur des (ehemaligen) Online-Magazins für junge Forschung sciencegarden, einem von Alumni des Deutschen Studienpreises betriebenen Portals. Er war 13 Jahre freier Dozent für Philosophie an der ecosign-Akademie für Gestaltung (Köln). Bis heute hat er eine feste Lehrtätigkeit an der Technischen Hochschule Köln am Institut für Medienforschung und Medienpädagogik mit dem Schwerpunkt „Alte Medien“ (Literatur, Neuere Mediengeschichte, analoge Welten, Medienphilosophie).
Er verfasste journalistische Beiträge für das Jesuiten-Magazin, Playboy, Psychologie heute, Spiegel Wissen, FAZ, Stern gesund leben, Max-Magazin, PRESENT-Magazine, Vinyl Stories und andere.

## Publikationen
- Das Alphabet der Lebenskunst. Was dem Alltag Tiefe verleiht. bene Verlag, München: 2025.
- Die Kunst zu glauben. Ein Mystik des Alltags. bene Verlag, München: 2023.
- Zwischenleben. Mein Leben in vollen Zügen. Vier-Türme-Verlag, Münsterschwarzach: 2023.
- Königswege zum Unglück. Ein gefährliches Buch. Hermann Schmidt Verlag, Mainz: 2022. (Zusammen mit Jenna Gesse.)
- Ich glaube an Engel, manche fahren Bus. Essays in spiritueller Absicht. Vier-Türme-Verlag, Münsterschwarzach: 2022.
- Die Kunst zu lesen. Ein Literaturverführer. Eichborn Verlag, Köln: 2021
- Die Schönheit der Begegnung. 32 Variationen über die Liebe. Roman. Eisele Verlag, München: 2020.
- Die Ästhetik des Alltags. Betrachtungen zur Lebenskunst. Essays. Midas Verlag, Zürich: 2018.
- Die Form der Schönheit. Über die Quelle der Lebenskunst. Eichborn Verlag, Köln, 2. Auflage 2019.
- Die Sprache der Schuhe. Midas Verlag, Zürich: 2017. (Zusammen mit Saskia Wragge).
- Formbewusstsein. Eine kleine Vernetzung der alltäglichen Dinge. Hermann Schmidt Verlag, Mainz, 5. Auflage: 2022.
- Die Kunst ein kreatives Leben zu führen. Anregung zur Achtsamkeit. Hermann Schmidt Verlag, Mainz, 13. Auflage 2022. (Auch in russischer, spanischer, koreanischer, französischer Übersetzung erhältlich.)
- Kreativität aushalten. Psychologie für Designer. Hermann Schmidt Verlag, Mainz, 6. Auflage: 2019. (Auch in spanischer, portugiesischer, koreanischer, französischer Übersetzung erhältlich.)